# Гранд Экспресс (поезд)
Гранд-Экспресс — частный поезд в России, курсирует между Санкт-Петербургом и Москвой.
Номер поезда 53/54, время отправления из Москвы 23-40, из Санкт-Петербурга 23-49. Приобрести билеты на поезд можно во всех кассах железной дороги, где продаются билеты на поезда дальнего следования, а также на сайтах-агрегаторах и на сайте самого перевозчика "Гранд Сервис Экспресс" - grandtrain.ru.

Именуется его создателями «поезд-отель» или «отель на колёсах».

## Подвижной состав
Состав поезда состоит из:
- купейных вагонов (по 36 мест в каждом вагоне);
- вагонов СВ (по 18 мест в каждом вагоне);
- вагона класса «люкс» (всего в вагоне 4 купе по 2 места, купе выкупается целиком максимум для двоих взрослых и одного ребёнка).

Все вагоны — ТВЗ, оснащённые вакуумными туалетами, установками кондиционирования воздуха, розетками в каждом купе и Wi-Fi.

## История
Поезд был запущен в 2005 году ТК ГСЭ (Транспортная компания «Гранд Сервис Экспресс»), которая была основана автором проекта по запуску частного поезда в России Михаилом Рабиновичем. Сама ГСЭ была образована в 2002 году. В 2019 году у поезда появился новый владелец — компания «ТрансКлассСервис».
На всём пути следования поезд делает только технические остановки.
За 20 лет работы поезд перевёз более 2,5 миллионов пассажиров.

## Характеристика поезда
- Поезд обслуживается двумя составами вагонного участка Санкт-Петербург-Московский (ЛВЧ-8) Северо-Западного филиала ФПК на электроотоплении, ЭПТ, ЭЧТК и дисковых тормозах.
- Ранее поезд эксплуатировался под тягой электровоза ЧС6 локомотивного депо Санкт-Петербург-Пассажирский-Московский (ТЧЭ-8) Октябрьской железной дороги. На данный момент подавляющее большинство рейсов осуществляется под тягой электровоза ЭП2к.

## Типы вагонов и купе
Поезд «Гранд Экспресс» включает несколько типов купе, категории вагонов разделяются на купейные, СВ и Люкс.
В купейных вагонах в каждом купе по 4 места, два нижних и два верхних, места в купе продаются по отдельности. 
Пассажирам доступны 8 классов обслуживания. На некоторых рейсах добавлена возможность арендовать весь вагон-салон, сконструированный по модели императорского.
В купе категории СВ билеты могут продаваться либо также по одному, либо целиком купе. По одному месту можно приобрести в вагоны категории Бизнес, при этом купе разделяются на мужские и женские, в купе два места. В вагоны категории Премиум купе приобретается целиком, в нём два места.
В вагонах категории Люкс, которые также подразделяются на несколько отдельных категорий, купе можно приобрести только целиком, число пассажиров в купе зависит от типа купе, и может быть или один, или два человека. Вне зависимости то того, на сколько человек рассчитано купе, одного или двух, в таких купе могут бесплатно ехать дети пассажиров вместе с ними. В части купе вагонов категории Люкс располагается собственная ванная комната. В июле 2025 года стало известно, что люксы поезда оснастили бортовой системой «умное купе», позволяющей пассажиру регулировать температуру воздуха и яркость освещения одним касанием на индивидуальной цифровой панели. В дальнейшем планируется внедрить возможность через поездной гаджет заказать блюда из вагона-ресторана и трансфер от вокзала, а также вызвать проводника.
В части вариантов билетов включён ужин и горячий завтрак, и во всех вариантах билетов возможен заказ еды по меню вагона-ресторана в купе.

## Вагон IKEA в составе «Гранд Экспресса»
С февраля по март 2019 года в составе поезда ходил фирменный вагон IKEA. Билеты в этот вагон не продавались, их можно было только выиграть в розыгрышах IKEA.

## Смена владельца
В мае 2019 года сменился владелец, поезд был приобретён АО ТКС. Тем не менее поскольку ТКС является также частным железнодорожным перевозчиком, то «Гранд Экспресс» не покинул сферу частных железнодорожных перевозок. При этом на момент заключения сделки о продаже «Гранд Экспресс» оставался прибыльным, а причиной продажи стало желание владельца компании работать в других направлениях.